# Castello di Gruyères
Il castello di Gruyères si trova nella cittadina svizzera di Gruyères (Canton Friburgo).

## Storia
Il nome del castello è probabilmente legato al simbolo araldico della gru.
Nel X secolo la contea di Gruyères apparteneva al regno dei Burgundi. Le origini della famiglia comitale non sono ben conosciute; il primo conte di Gruyèeres di cui si ricordi il nome fu Guglielmo I che intorno al 1100 prese parte alla Crociata con altri giovani del paese.
Grazie alla sua posizione appartata la contea di Gruyères conservò la propria indipendenza fino al 1244 quando sotto il conte Rodolfo III entrò nell'orbita dei Savoia; in questo periodo, tra il 1270 ed il 1282 il castello viene rafforzato nelle sue strutture.
Truppe di Gruyères, nel 1476, presero parte alla battaglia di Morat dei Confederati svizzeri contro Carlo I di Borgogna; tra i cimeli della battaglia nel castello sono conservate tre cappe dell'Ordine del Toson d'oro, ricamate con lo stemma di Borgogna e le insegne di Filippo il buono.
Dall’XI al XVI secolo si sono succeduti venti conti. L’ultimo conte fu Michel che si trovò in gravi difficoltà finanziarie e dovette dichiarare il proprio fallimento nel 1544. I suoi possedimenti furono suddivisi tra Friburgo e Berna.
Il castello divenne così la sede dei balivi friburghesi dal 1555 al 1798. Poi fu la residenza dei prefetti fino al 1848.
Il castello fu messo in vendita nel 1849. Restaurato e divenuto proprietà della famiglia Bovy e poi residenza estiva della famiglia Balland ospitò famosi artisti, tra cui Liszt e Corot.
Infine il Cantone di Friburgo acquistò il castello nel 1938 e vi stabilì il Museo gestito poi, dal 1993, da una fondazione che si occupa della sua conservazione e valorizzazione. Dal 1989 il castello accoglie la collezione di opere dedicate all’Arte fantastica.

## Le raccolte storiche e le collezioni
- La collezione di armature
- Gli ambienti medievali, con gli arredi d'epoca
- Gli ambienti rinascimentali con gli arredi comitali
- Gli ambienti e gli arredi ottocenteschi
- I dipinti di Corot
- La collezione internazionale di Arte fantastica[3]